# Maria Gaetana Agnesiová
Maria Gaetana Agnesiová (16. května 1718, Milán – 9. ledna 1799 Milán) byla italská matematička, filozofka, teoložka a humanitární pracovnice. Byla první ženou, která napsala matematickou učebnici a první ženou jmenovanou profesorkou matematiky na univerzitě. Druhou polovinu života věnovala charitativní práci a péči o chudé a nemocné ženy.

## Život a dílo
Narodila se ve velmi vlivné a bohaté milánské rodině jako nejstarší z jednadvaceti dětí obchodníka s hedvábím Pietra Agnesiho. Její matka zemřela po porodu osmého dítěte v roce 1732, ale otec s dalšími manželkami ještě několik dětí. V dětství byla považována za dětského génia, projevovala mimořádnou inteligenci a velké nadání pro cizí jazyky. Otec chtěl své dceři dopřát co nejlepší vzdělání a zajistil pro ni vynikající domácí učitele. V jedenácti letech mluvila sedmi jazyky, ovládala italštinu, němčinu, francouzštinu, latinu, řečtinu, španělštinu a hebrejštinu, což jí vyneslo přezdívku Oracle Settilingue (sedmijazyčná řečnice). Ve dvanácti letech začala trpět záhadnou chorobou, kterou provázely mohutné křeče. Lékaři si nevěděli rady, nemoc dali do souvislosti s její mimořádnou intelektuální aktivitou a doporučili jí tanec a jízdu na koni. Tato léčba však nepomáhala. Od roku 1737 se zaměřila na studium matematiky, fyziky, teologie a filozofie. Dům jejího otce se mezitím stal jedním z nejvýznamnějších salonů v Miláně, navštěvovaným intelektuály z Itálie a poloviny Evropy. Maria Gaetana udivovala učené hosty svého otce hlubokými znalostmi, byla schopna vést s nimi diskuse na různá témata. Z těchto diskusí zpracovávala eseje, které její otec v roce 1738 vydal ve sbírce nazvané Propositiones Philosophicae (Filozofická témata). Zahrnovala 191 latinsky psaných esejí týkajících se otázek logiky, botaniky, kosmologie, ontologie, mechaniky, pneumatologie. Přes veškerý obdiv, který vzbuzovala, se necítila šťastná. Intenzivní výuka a náročné společenské styky ji vyčerpávaly, trpěla nervovými záchvaty. Byla navíc velmi plachá a dělal jí potíže kontakt s lidmi. Na tyto své dispozice reagovala prudkým náboženským vzplanutím. V jednadvaceti letech požádala otce o svolení stát se jeptiškou. Otec byl proti jejímu odchodu do kláštera, ale dohodli se, že bude vyučovat mladší sourozence a nebude se muset zúčastňovat společenského života. V akademických diskusích měla vystupovat jen výjimečně.

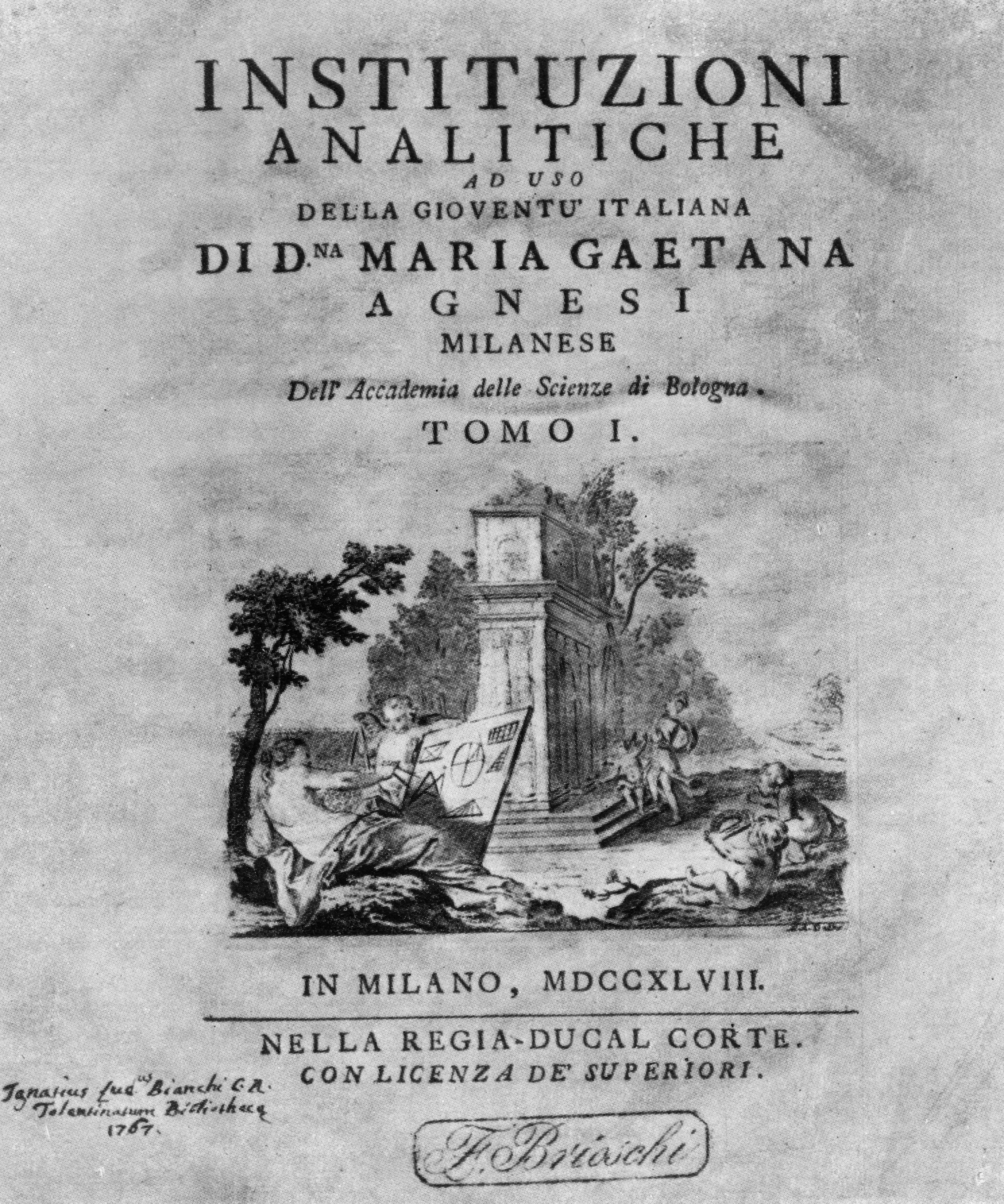
Titulní list Insituzioni analitiche (1748)

Následujících deset let se soustředila na studium algebry, geometrie a teologie. Její odbornou kariéru ovlivnili řeholník a univerzitní profesor Ramiro Rampinelli a matematik Jacopo Riccati, kteří ji povzbuzovali k napsání jejího stěžejního díla - učebnice matematiky pro italskou mládež. Dílo o více než tisíci stranách s názvem Instituzioni Analitiche ad uso della Gioventù Italiana bylo publikovaného v roce 1748 a věnováno císařovně Marii Terezii. Agneziová v něm přehledně vyložila všechny disciplíny algebry a analytické geometrie, zpracovala dostupné informace z diferenciálního a integrálního počtu. Tato kniha velmi systematicky spojila práce různých matematiků s jejími vlastními výklady. Abstraktní matematické pojmy pro lepší srozumitelnost často vysvětlovala na příkladech z každodenního života. Pomohla formovat vzdělávání studentů matematiky pro několik následujících generací. Dílo se těšilo širokému věhlasu odborné i laické veřejnosti. Bylo přeloženo do francouzštiny (1775) a angličtiny (1801). Od císařovny dostala prsten a křišťálovou kazetu s diamanty, papež Benedikt XIV. jí udělil zlatou medaili a zlatý řetěz. Carlo Goldoni jí věnoval sonet. Byla přijata za členku Akademie věd v Bologni a jmenována čestnou profesorkou Boloňské univerzity. Tuto funkci nikdy aktivně nevykonávala.
Po otcově smrti v roce 1752 se zcela se stáhla z veřejného života a přestala se zabývat vědou. Poslední čtyři desetiletí svého života zasvětila studiu teologie (zejména patristiky) a charitativní činnosti a službě chudým.Poskytovala chudým a nemocným lidem útočiště v rodičovském paláci. Aby pokryla výlohy, prodala veškerý majetek a po roce 1759 žila v pronajatém domě v naprosté chudobě. Prostředky potřebné pro charitu získávala pomocí svých známých a úřadů. V roce 1771 byl v Miláně otevřen pečovatelský dům Pio Albergo Trivulzio a Agneziová se stala ředitelkou jeho ženské části. Žila a pracovala zde až do své smrti téměř 30 let. Kromě toho dávala veřejné lekce katechismu. Byla oddanou katoličkou a rozsáhle psala o vztahu mezi intelektuálním úsilím a mystickou kontemplací, zejména ve své eseji Il cielo mistico (Mystické nebe). Ačkoli neměla žádnou akademickou kvalifikaci, působila jako teoložka a církevní činitelé se na ni obraceli o radu při řešení různých teologických záležitostí. Rukopisy jejích teologických pojednání jsou uloženy v Ambrosiánské knihovně v Miláně. Na sklonku života ztrácela zrak i sluch, trpěla neurologickou chorobou projevující se křečovitými záchvaty. Zemřela 9. ledna 1799 na zápal plic ve věku 81 let. Byla pohřbena na hřbitově Porta Romana, který byl v roce 1826 uzavřen a zbořen.

### Posmrtné uznání

Agnesiána

- Její jméno je známo v souvislosti s jednou z rovinných křivek třetího stupně (Agnesiána), které popsala ve své učebnici. Maria Gaetana Agnesi použila pro křivku termín versiera. V důsledku chybného překladu z italštiny do angličtiny bývá v anglické literatuře označována jako Witch of Agnesi.[1]
- Kanadská skladatelka Elma Millerová napsala dílo nazvané The Witch of Agnesi (1989) pro B plochý klarinet, basklarinet, lesní roh, 2 perkuse, violu a kontrabas. Inspirací byla právě křivka Agnesiána.[3]
- Byl po ní pojmenován jeden z kráterů Venuše a také asteroid 16765 Agnesi.